# Allvar Gullstrand
Allvar Gullstrand (n. 5 iunie 1862, Landskrona Parish⁠(d), Malmöhus⁠(d), Suedia – d. 28 iulie 1930, parohia Oscar⁠(d), Comitatul Stockholm, Suedia) a fost un oftalmolog suedez, laureat al Premiului Nobel pentru Medicină în anul 1911.

## Biografie
Fiu de medic-ofițer, Allvar Gullstrand  efectuează studii superioare la Universitatea din Uppsala în perioada 1880 - 1888 și la Viena între 1885 - 1886. În 1890 își ia doctoratul la oftalmologie.
În 1894 - 1927, este profesor de oftalmologie și optică la Universitatea din Uppsala. În 1927, obține titlul de profesor-emerit.

## Contribuții
Principala sa preocupare a constituit-o studiul proprietăților optice ale ochiului.
Gullstrand aplică metodele matematicii fizice în studiul imaginii optice și refracției luminii la nivelul ochiului.
Cercetările sale în domeniul astigmatismului, pentru îmbunătățirea oftalmoscopului și a lentilei corectoare utilizate la tratamentul cataractei au avut un puternic impact asupra evoluției ulterioare a opticii medicale.

### Lucrări
- 1890: Contribuții la teoria astigmatismului (teza de doctorat);
- 1906: Imaginea optică reală;
- 1907: Adevăr și ficțiune în teoria imaginii optice;
- 1908: Imaginea optică în medii eterogene;
- Laticea difracției punctelor în optica geometrică;
- 1915: Sistemul general al imaginii optice.

## Premiul Nobel
Pentru cercetările sale în domeniul proprietăților optice ale ochiului, lui Allvar Gullstrand i se decernează, în 1911, Premiul Nobel pentru Medicină.